# 大維西河

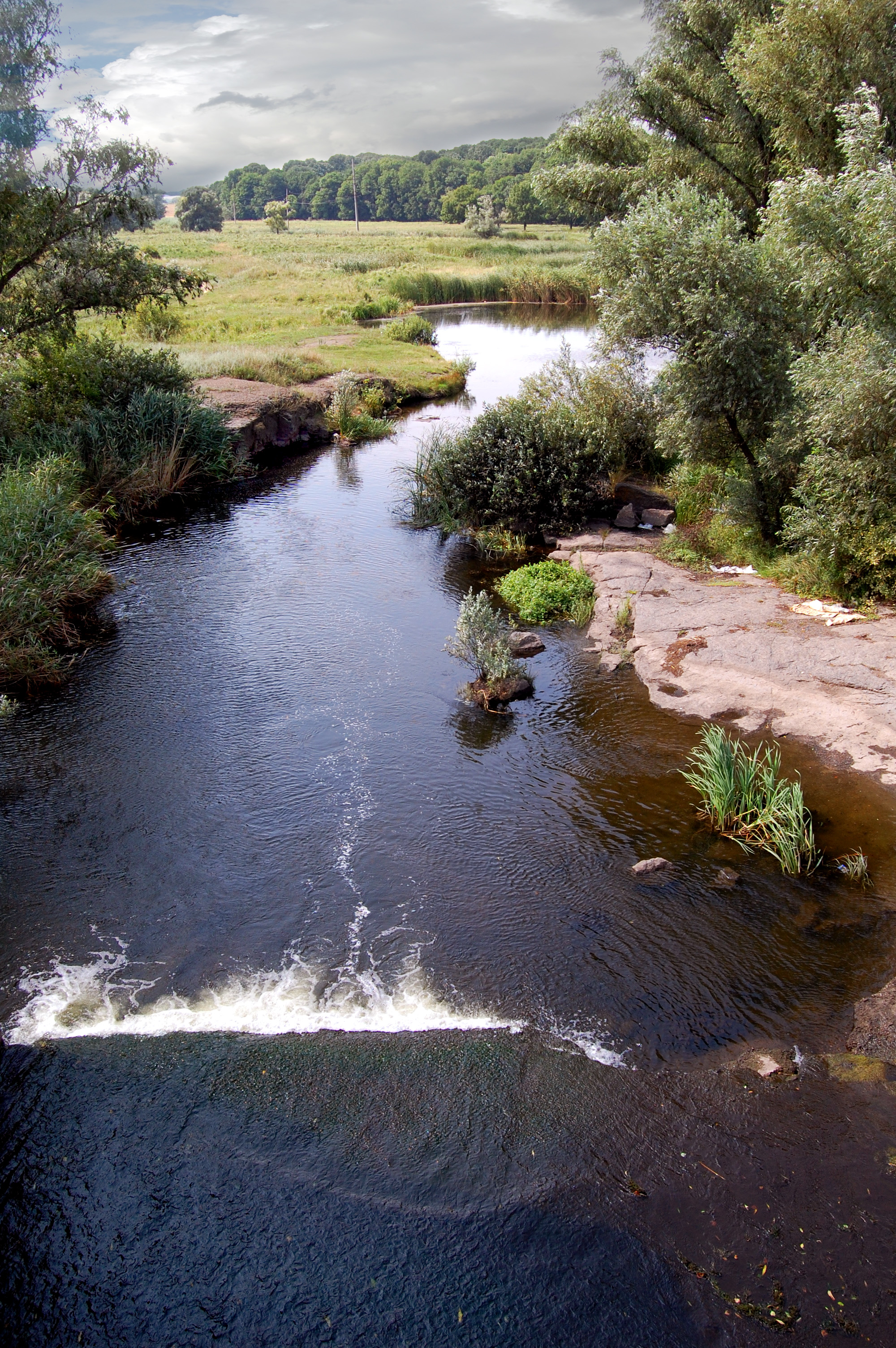

大維西河（烏克蘭語：Велика Вись），是烏克蘭的河流，位於該國中部，屬於錫紐哈河的左支流，流經基洛夫格勒州和切爾卡瑟州，河道全長166公里，集水區面積2,860平方公里，河畔城鎮有新米爾霍羅德。